# Mistrzostwa Polski Seniorów w Lekkoatletyce 2011 – rezultaty finałów
Mistrzostwa Polski Seniorów w Lekkoatletyce 2011 – rezultaty finałów – wyniki finałowych konkursów rozegranych podczas lekkoatletycznych mistrzostw Polski seniorów w sezonie 2011.

## Rezultaty
| NRJ – rekord Polski juniorów                                                |
| PB – rekord życiowy \| NL – najlepszy tegoroczny wynik na listach krajowych |

### Kobiety
| Lp. | Zawodniczka           | Czas    | Uwagi                     |
| --- | --------------------- | ------- | ------------------------- |
| 1   | Marika Popowicz       | 11,55 s |                           |
| 2   | Agnieszka Ligięza     | 11,61 s | Najlepszy wynik w sezonie |
| 3   | Marta Jeschke         | 11,66 s |                           |
| 4   | Anna Kiełbasińska     | 11,72 s |                           |
| 5   | Monika Wieczorkiewicz | 11,77 s | Najlepszy wynik w sezonie |
| 6   | Ewelina Ptak          | 11,83 s |                           |
| 7   | Dorota Jędrusińska    | 11,87 s |                           |
| 8   | Paulina Klawiter      | 11,95 s | Najlepszy wynik w sezonie |

| Lp. | Zawodniczka           | Czas    | Uwagi |
| --- | --------------------- | ------- | ----- |
| 1   | Marika Popowicz       | 23,49 s | =     |
| 2   | Marta Jeschke         | 23,77 s |       |
| 3   | Monika Wieczorkiewicz | 24,08 s |       |
| 4   | Iga Baumgart          | 24,32 s |       |
| 5   | Milena Pędziwiatr     | 24,39 s |       |
| 6   | Paula Suchowiecka     | 24,47 s |       |
| -   | Anna Zwolak           | DNS     |       |
| -   | Agnieszka Ligięza     | DNS     |       |

| Lp. | Zawodniczka       | Czas    | Uwagi                     |
| --- | ----------------- | ------- | ------------------------- |
| 1   | Agata Bednarek    | 53,32 s |                           |
| 2   | Iga Baumgart      | 53,70 s |                           |
| 3   | Joanna Linkiewicz | 53,83 s | Rekord życiowy            |
| 4   | Anna Guzowska     | 53,87 s | Najlepszy wynik w sezonie |
| 5   | Małgorzata Hołub  | 54,33 s | Rekord życiowy            |
| 6   | Jolanta Kajtoch   | 55,18 s |                           |
| 7   | Anna Zwolak       | 55,60 s | Rekord życiowy            |
| 8   | Joanna Jóźwik     | 55,81 s |                           |

| Lp. | Zawodniczka            | Czas    | Uwagi          |
| --- | ---------------------- | ------- | -------------- |
| 1   | Angelika Cichocka      | 2:01,09 | Rekord życiowy |
| 2   | Danuta Urbanik         | 2:01,36 |                |
| 3   | Renata Pliś            | 2:02,55 |                |
| 4   | Justyna Zembrzuska     | 2:03,10 | Rekord życiowy |
| 5   | Ewelina Sętowska-Dryk  | 2:03,20 |                |
| 6   | Katarzyna Broniatowska | 2:04,49 |                |
| 7   | Marta Keller           | 2:07,82 | Rekord życiowy |
| 8   | Katarzyna Ślusarczyk   | 2:08,12 | Rekord życiowy |

| Lp. | Zawodniczka            | Czas    | Uwagi                         |
| --- | ---------------------- | ------- | ----------------------------- |
| 1   | Angelika Cichocka      | 4:15,84 |                               |
| 2   | Katarzyna Broniatowska | 4:17,10 |                               |
| 3   | Anna Jakubczak-Pawelec | 4:18,17 |                               |
| 4   | Lidia Chojecka         | 4:18,44 |                               |
| 5   | Sandra Michalak        | 4:18,65 |                               |
| 6   | Matylda Szlęzak        | 4:19,80 |                               |
| 7   | Monika Harasim         | 4:19,99 | Najlepszy wynik w tym sezonie |
| 8   | Aleksandra Jakubczak   | 4:20,49 | Najlepszy wynik w tym sezonie |

| Lp. | Zawodniczka            | Czas     | Uwagi          |
| --- | ---------------------- | -------- | -------------- |
| 1   | Lidia Chojecka         | 15:46,88 |                |
| 2   | Katarzyna Kowalska     | 15:48,88 | Rekord życiowy |
| 3   | Agnieszka Ciołek       | 15:50,33 | Rekord życiowy |
| 4   | Anna Jakubczak-Pawelec | 15:52,37 | Rekord życiowy |
| 5   | Iwona Lewandowska      | 16:04,17 | Rekord życiowy |
| 6   | Aleksandra Jawor       | 16:09,58 | Rekord życiowy |
| 7   | Matylda Szlęzak        | 16:13,86 | Rekord życiowy |
| 8   | Urszula Nęcka          | 16:15,33 | Rekord życiowy |

| Lp. | Zawodniczka          | Czas    | Uwagi          |
| --- | -------------------- | ------- | -------------- |
| 1   | Karolina Tymińska    | 13,37 s | Rekord życiowy |
| 2   | Zuzanna Leszczyńska  | 13,62 s | Rekord życiowy |
| 3   | Karolina Kołeczek    | 13,68 s |                |
| 4   | Karolina Jaroszek    | 13,85 s | Rekord życiowy |
| 5   | Justyna Rybak        | 14,33 s | Rekord życiowy |
| 6   | Urszula Bhebhe       | 14,35 s |                |
| 7   | Patrycja Marciniak   | 14,43 s |                |
| 8   | Agnieszka Szablewska | 14,48 s |                |

| Lp. | Zawodniczka          | Czas    | Uwagi                         |
| --- | -------------------- | ------- | ----------------------------- |
| 1   | Tina Polak           | 55,90 s | Rekord życiowy                |
| 2   | Anna Jesień          | 57,00 s |                               |
| 3   | Marta Chrust-Rożej   | 57,20 s | Najlepszy wynik w tym sezonie |
| 4   | Marzena Kościelniak  | 57,33 s |                               |
| 5   | Agnieszka Karpiesiuk | 58,99 s | Najlepszy wynik w tym sezonie |
| 6   | Dagna Wleklińska     | 60,78 s | Rekord życiowy                |
| 7   | Agata Furman         | 61,36 s |                               |
| 8   | Klaudia Żurek        | 63,27 s |                               |

| Lp. | Zawodniczka                    | Czas     | Uwagi                         |
| --- | ------------------------------ | -------- | ----------------------------- |
| 1   | Katarzyna Kowalska             | 9:44,21  | Najlepszy wynik w tym sezonie |
| 2   | Justyna Korytkowska            | 9:45,24  | Rekord życiowy                |
| 3   | Urszula Nęcka                  | 9:56,43  | Rekord życiowy                |
| 4   | Mariola Ślusarczyk             | 10:10,78 | Rekord życiowy                |
| 5   | Agnieszka Pietsch-Fulbiszewska | 10:15,27 |                               |
| 6   | Anna Wojna                     | 10:20,68 |                               |
| 7   | Aleksandra Lisowska            | 10:21,50 |                               |
| 8   | Anna Wojtulewicz               | 10:25,49 |                               |

| Lp. | Zawodniczka             | Czas    | Uwagi                         |
| --- | ----------------------- | ------- | ----------------------------- |
| 1   | AZS-AWF Wrocław         | 45,80 s |                               |
| 2   | AZS-AWFiS Gdańsk        | 45,85 s | Najlepszy wynik w tym sezonie |
| 3   | AZS-AWF Katowice        | 46,47 s | Najlepszy wynik w tym sezonie |
| 4   | AZS-AWF Warszawa        | 46,98 s |                               |
| 5   | AZS-AWF Kraków          | 47,12 s | Najlepszy wynik w tym sezonie |
| 6   | UKS 19 Bojary Białystok | 47,27 s |                               |
| 7   | KS Podlasie Białystok   | 47,52 s |                               |
| 8   | MKL Toruń               | 47,95 s | Najlepszy wynik w tym sezonie |

| Lp. | Zawodniczka           | Czas    | Uwagi                         |
| --- | --------------------- | ------- | ----------------------------- |
| 1   | AZS-AWF Warszawa      | 3:40,58 | Najlepszy wynik w tym sezonie |
| 2   | AZS-AWFiS Gdańsk      | 3:46,29 | Najlepszy wynik w tym sezonie |
| 3   | AZS-AWF Katowice      | 3:47,41 | Najlepszy wynik w tym sezonie |
| 4   | OKS Start Otwock      | 3:47,44 | Najlepszy wynik w tym sezonie |
| 5   | AZS UMCS Lublin       | 3:47,89 | Najlepszy wynik w tym sezonie |
| 6   | KS Podlasie Białystok | 3:48,47 | Najlepszy wynik w tym sezonie |
| 7   | AZS-AWF Warszawa II   | 47,52 s |                               |

| Lp. | Zawodniczka           | Wynik  | Uwagi                         |
| --- | --------------------- | ------ | ----------------------------- |
| 1   | Magdalena Ogrodnik    | 1,88 m |                               |
| 2   | Karolina Gronau       | 1,88 m | Najlepszy wynik w tym sezonie |
| 3   | Urszula Domel         | 1,85 m |                               |
| 3   | Karolina Błażej       | 1,85 m |                               |
| 5   | Martyna Nowak         | 1,82 m | Rekord życiowy                |
| 6   | Magdalena Drop        | 1,74 m |                               |
| 7   | Anna Styrcz           | 1,70 m |                               |
| 7   | Michalina Kwaśniewska | 1,70 m |                               |

| Lp. | Zawodniczka       | Wynik  | Uwagi                         |
| --- | ----------------- | ------ | ----------------------------- |
| 1   | Anna Rogowska     | 4,60 m |                               |
| 2   | Monika Pyrek      | 4,60 m | Najlepszy wynik w tym sezonie |
| 3   | Joanna Piwowarska | 4,20 m |                               |
| 4   | Agnieszka Wrona   | 4,10 m |                               |
| 5   | Paulina Dębska    | 3,90 m |                               |
| 6   | Anna Olko-Massey  | 3,90 m |                               |
| 7   | Agnieszka Kolasa  | 3,80 m |                               |
| 8   | Karmen Bunikowska | 3,80 m |                               |

| Lp. | Zawodniczka          | Wynik  | Uwagi                         |
| --- | -------------------- | ------ | ----------------------------- |
| 1   | Małgorzata Trybańska | 6,65 m | Najlepszy wynik w tym sezonie |
| 2   | Karolina Tymińska    | 6,54 m |                               |
| 3   | Anna Jagaciak        | 6,46 m |                               |
| 4   | Teresa Dobija        | 6,18 m |                               |
| 5   | Patrycja Marciniak   | 6,10 m | Rekord życiowy                |
| 6   | Agnieszka Cichowlas  | 5,93 m |                               |
| 7   | Katarzyna Płonka     | 5,87 m |                               |
| 8   | Izabela Mikołajczyk  | 5,76 m |                               |

| Lp. | Zawodniczka          | Wynik   | Uwagi          |
| --- | -------------------- | ------- | -------------- |
| 1   | Małgorzata Trybańska | 14,08 m |                |
| 2   | Anna Jagaciak        | 13,88 m |                |
| 3   | Martyna Bielawska    | 13,51 m |                |
| 4   | Anna Zych            | 13,38 m | Rekord życiowy |
| 5   | Katarzyna Płonka     | 13,26 m |                |
| 6   | Edyta Hejna          | 12,75 m | Rekord życiowy |
| 7   | Justyna Kowalska     | 12,33 m |                |
| 8   | Agnieszka Cichowlas  | 12,28 m |                |

| Lp. | Zawodniczka                | Wynik   | Uwagi          |
| --- | -------------------------- | ------- | -------------- |
| 1   | Paulina Guba               | 16,94 m |                |
| 2   | Anna Wloka                 | 16,28 m | Rekord życiowy |
| 3   | Aldona Magdalena Żebrowska | 15,56 m |                |
| 4   | Agnieszka Maluśkiewicz     | 14,80 m |                |
| 5   | Angelika Kalinowska        | 14,70 m |                |
| 6   | Agnieszka Jarmużek         | 14,47 m |                |
| 7   | Agnieszka Dudzińska        | 14,18 m |                |
| 8   | Agnieszka Bronisz          | 14,03 m |                |

| Lp. | Zawodniczka           | Wynik   | Uwagi |
| --- | --------------------- | ------- | ----- |
| 1   | Joanna Wiśniewska     | 59,85 m |       |
| 2   | Żaneta Glanc          | 59,61 m |       |
| 3   | Wioletta Potępa       | 57,93 m |       |
| 4   | Agnieszka Jarmużek    | 53,41 m |       |
| 5   | Małgorzata Raciborska | 45,63 m |       |
| 6   | Karolina Makul        | 44,49 m |       |
| 7   | Marta Jaworowska      | 43,40 m |       |
| 8   | Aldona Żebrowska      | 42,85 m |       |

| Lp. | Zawodniczka        | Wynik   | Uwagi                         |
| --- | ------------------ | ------- | ----------------------------- |
| 1   | Anita Włodarczyk   | 73,05 m | Najlepszy wynik w tym sezonie |
| 2   | Joanna Fiodorow    | 69,78 m |                               |
| 3   | Katarzyna Kita     | 63,63 m |                               |
| 4   | Agata Jelonkiewicz | 62,35 m | Rekord życiowy                |
| 5   | Alicja Filipkowska | 61,50 m | Najlepszy wynik w tym sezonie |
| 6   | Magdalena Szewa    | 61,31 m |                               |
| 7   | Anna Jankowska     | 57,90 m |                               |
| 8   | Zofia Pietrzak     | 56,60 m |                               |

| \| Lp. \| Zawodniczka \| Wynik \| Uwagi \| \| --- \| --------------------- \| ------- \| ----- \| \| 1 \| Magdalena Czenska \| 55,53 m \| \| \| 2 \| Danuta Plewnia \| 51,32 m \| \| \| 3 \| Barbara Madejczyk \| 51,05 m \| \| \| 4 \| Agnieszka Lewandowska \| 49,76 m \| \| \| 5 \| Marta Kąkol \| 49,63 m \| \| \| 6 \| Urszula Jakimowicz \| 49,05 m \| \| \| 7 \| Karolina Bołdysz \| 48,15 m \| \| \| 8 \| Agata Komuda \| 47,26 m \| \| |                       |         |                               |
| Lp. | Zawodniczka           | Wynik   | Uwagi                         |
| 1 | Magdalena Czenska     | 55,53 m | Najlepszy wynik w tym sezonie |
| 2 | Danuta Plewnia        | 51,32 m |                               |
| 3 | Barbara Madejczyk     | 51,05 m |                               |
| 4 | Agnieszka Lewandowska | 49,76 m |                               |
| 5 | Marta Kąkol           | 49,63 m |                               |
| 6 | Urszula Jakimowicz    | 49,05 m |                               |
| 7 | Karolina Bołdysz      | 48,15 m |                               |
| 8 | Agata Komuda          | 47,26 m | Rekord życiowy                |

| Lp. | Zawodniczka            | Wynik | Uwagi                         |
| --- | ---------------------- | ----- | ----------------------------- |
| 1   | Katarzyna Broniatowska | 16:18 | Najlepszy wynik w tym sezonie |
| 2   | Matylda Szlęzak        | 16:22 | Rekord życiowy                |
| 3   | Izabela Trzaskalska    | 17:09 | Najlepszy wynik w tym sezonie |
| 4   | Adrianna Pałka         | 17:14 | Rekord życiowy                |
| 5   | Dominika Zakrzewska    | 17:19 | Rekord życiowy                |

| Lp. | Zawodniczka          | Wynik | Uwagi                         |
| --- | -------------------- | ----- | ----------------------------- |
| 1   | Katarzyna Kowalska   | 32:35 | Najlepszy wynik w tym sezonie |
| 2   | Iwona Lewandowska    | 33:20 | Najlepszy wynik w tym sezonie |
| 3   | Urszula Nęcka        | 33:34 | Rekord życiowy                |
| 4   | Aleksandra Jakubczak | 33:48 | Rekord życiowy                |
| 5   | Aleksandra Jawor     | 33:54 | Najlepszy wynik w tym sezonie |

### Mężczyźni
| Lp. | Zawodnik          | Czas    | Uwagi                     |
| --- | ----------------- | ------- | ------------------------- |
| 1   | Paweł Stempel     | 10,48 s | Najlepszy wynik w sezonie |
| 2   | Robert Kubaczyk   | 10,50 s |                           |
| 3   | Kamil Masztak     | 10,55 s | Najlepszy wynik w sezonie |
| 4   | Artur Zaczek      | 10,65 s |                           |
| 5   | Olaf Paruzel      | 10,66 s |                           |
| 6   | Jakub Adamski     | 10,70 s |                           |
| 7   | Karol Sienkiewicz | 10,80 s |                           |
| -   | Dariusz Kuć       | DNS     |                           |

| Lp. | Zawodnik         | Czas    | Uwagi          |
| --- | ---------------- | ------- | -------------- |
| 1   | Kamil Kryński    | 20,89 s |                |
| 2   | Artur Zaczek     | 21,11 s | Rekord życiowy |
| 3   | Jakub Adamski    | 21,22 s | =              |
| 4   | Mateusz Biegajło | 21,45 s |                |
| 5   | Cezary Bagiński  | 21,58 s |                |
| 6   | Michał Łukasiak  | 21,58 s |                |
| 7   | Paweł Dzikowski  | 21,66 s |                |
| -   | Robert Kubaczyk  | DNS     |                |

| Lp. | Zawodnik           | Czas    | Uwagi                     |
| --- | ------------------ | ------- | ------------------------- |
| 1   | Marcin Marciniszyn | 45,27 s | Rekord życiowy            |
| 2   | Piotr Wiaderek     | 45,78 s | Rekord życiowy            |
| 3   | Kacper Kozłowski   | 46,28 s |                           |
| 4   | Jakub Krzewina     | 46,51 s | Rekord życiowy            |
| 5   | Jan Ciepiela       | 46,77 s | Najlepszy wynik w sezonie |
| 6   | Adam Kszczot       | 46,81 s |                           |
| 7   | Mateusz Fórmański  | 46,83 s |                           |
| 8   | Michał Pietrzak    | 48,07 s |                           |

| Lp. | Zawodnik             | Czas    | Uwagi                     |
| --- | -------------------- | ------- | ------------------------- |
| 1   | Marcin Lewandowski   | 1:46,28 |                           |
| 2   | Artur Ostrowski      | 1:46,66 | Rekord życiowy            |
| 3   | Szymon Krawczyk      | 1:47,06 | Rekord życiowy            |
| 4   | Michał Makowski      | 1:48,21 | Rekord życiowy            |
| 5   | Sebastian Papuga     | 1:49,14 | Najlepszy wynik w sezonie |
| 6   | Wojciech Jarosz      | 1:49,91 |                           |
| 7   | Wojciech Askuntowicz | 1:54,19 |                           |
| -   | Michał Podolak       | DNF     |                           |

| Lp. | Zawodnik            | Czas    | Uwagi                     |
| --- | ------------------- | ------- | ------------------------- |
| 1   | Bartosz Nowicki     | 3:41,43 |                           |
| 2   | Mateusz Demczyszak  | 3:42,20 |                           |
| 3   | Adam Czerwiński     | 3:43,41 |                           |
| 4   | Krzysztof Żebrowski | 3:44,67 |                           |
| 5   | Damian Roszko       | 3:45,34 |                           |
| 6   | Dawid Żebrowski     | 3:45,61 | Rekord życiowy            |
| 7   | Damian Pasek        | 3:46,95 | Rekord życiowy            |
| 8   | Rafał Rajczak       | 3:49,10 | Najlepszy wynik w sezonie |

| Lp. | Zawodnik            | Czas     | Uwagi                         |
| --- | ------------------- | -------- | ----------------------------- |
| 1   | Łukasz Kujawski     | 14:06,96 | Rekord życiowy                |
| 2   | Bartosz Kowalczyk   | 14:07,77 |                               |
| 3   | Łukasz Parszczyński | 14:08,98 |                               |
| 4   | Yared Shegumo       | 14:10,58 |                               |
| 5   | Łukasz Oślizło      | 14:13,72 | Rekord życiowy                |
| 6   | Damian Kabat        | 14:16,62 | Najlepszy wynik w tym sezonie |
| 7   | Krystian Zalewski   | 14:22,99 | Rekord życiowy                |
| 8   | Artur Olejarz       | 14:24,82 | Rekord życiowy                |

| Lp. | Zawodnik            | Czas    | Uwagi          |
| --- | ------------------- | ------- | -------------- |
| 1   | Dominik Bochenek    | 13,44 s | Rekord życiowy |
| 2   | Mariusz Kubaszewski | 14,10 s |                |
| 3   | Piotr Tarnowski     | 14,33 s | =              |
| 4   | Michał Kula         | 14,33 s | Rekord życiowy |
| 5   | Wojciech Jurkowski  | 14,35 s |                |
| 6   | Grzegorz Szade      | 14,52   | =              |
| 7   | Maciej Pogonowski   | 14,58 s |                |
| 8   | Maciej Wojtkowski   | 14,99 s |                |

| Lp. | Zawodnik           | Czas    | Uwagi                         |
| --- | ------------------ | ------- | ----------------------------- |
| 1   | Marek Plawgo       | 50,11 s | Najlepszy wynik w tym sezonie |
| 2   | Radosław Czyż      | 51,06 s |                               |
| 3   | Jarosław Cichosz   | 51,39 s | Najlepszy wynik w tym sezonie |
| 4   | Robert Bryliński   | 51,61 s |                               |
| 5   | Jakub Adamczyk     | 51,75 s | Najlepszy wynik w tym sezonie |
| 6   | Sebastian Porządny | 52,12 s | Najlepszy wynik w tym sezonie |
| 7   | Damian Krupa       | 52,62 s |                               |
| 8   | Rafał Ostrowski    | 54,88 s |                               |

| Lp. | Zawodnik            | Czas    | Uwagi          |
| --- | ------------------- | ------- | -------------- |
| 1   | Łukasz Kujawski     | 8:40,22 |                |
| 2   | Krystian Zalewski   | 8:40,75 |                |
| 3   | Łukasz Parszczyński | 8:41,48 |                |
| 4   | Hubert Pokrop       | 8:42,49 |                |
| 5   | Łukasz Oślizło      | 8:49,54 |                |
| 6   | Rafał Nowak         | 8:50,39 | Rekord życiowy |
| 7   | Artur Olejarz       | 8:56,54 |                |
| 8   | Jan Zakrzewski      | 9:03,31 |                |

| Lp. | Klub                     | Czas    | Uwagi                         |
| --- | ------------------------ | ------- | ----------------------------- |
| 1   | KS Podlasie Białystok    | 40,48 s | Najlepszy wynik w tym sezonie |
| 2   | AZS Poznań               | 40,60 s | Najlepszy wynik w tym sezonie |
| 3   | KS Podlasie Białystok II | 40,85 s | (NRJ)                         |
| 4   | AZS-AWF Katowice         | 40,95 s | Najlepszy wynik w tym sezonie |
| 5   | AZS-AWF Warszawa         | 41,23 s |                               |
| 6   | AZS UMCS Lublin          | 41,81 s |                               |
| 7   | WKS Wawel Kraków         | 42,53 s |                               |
| 8   | AZS-AWF Warszawa II      | 42,84 s |                               |

| Lp. | Klub                  | Czas    | Uwagi                         |
| --- | --------------------- | ------- | ----------------------------- |
| 1   | WKS Śląsk Wrocław     | 3:08,92 | Najlepszy wynik w tym sezonie |
| 2   | AZS-AWFiS Gdańsk      | 3:09,23 | Najlepszy wynik w tym sezonie |
| 3   | KS Podlasie Białystok | 3:10,40 | Najlepszy wynik w tym sezonie |
| 4   | AZS-AWF Katowice      | 3:10,79 | Najlepszy wynik w tym sezonie |
| 5   | MUKL Brodnica         | 3:14,37 | Najlepszy wynik w tym sezonie |
| 6   | AZS Łódź              | 3:15,39 |                               |
| 7   | AZS-AWF Warszawa      | 3:17,21 | Najlepszy wynik w tym sezonie |
| 8   | AZS Poznań            | 3:19,17 |                               |

| Lp. | Zawodnik         | Wynik  | Uwagi                         |
| --- | ---------------- | ------ | ----------------------------- |
| 1   | Piotr Śleboda    | 2,22 m |                               |
| 2   | Wojciech Theiner | 2,18 m |                               |
| 3   | Robert Wolski    | 2,13 m |                               |
| 4   | Tomasz Król      | 2,08 m | Najlepszy wynik w tym sezonie |
| 4   | Konrad Owczarek  | 2,08 m |                               |
| 4   | Szymon Kiecana   | 2,08 m |                               |
| 7   | Piotr Milewski   | 2,03 m |                               |
| -   | Mateusz Dłutek   | NM     |                               |

| Lp. | Zawodnik            | Wynik  | Uwagi          |
| --- | ------------------- | ------ | -------------- |
| 1   | Łukasz Michalski    | 5,72 m | =              |
| 1   | Mateusz Didenkow    | 5,72 m | Rekord życiowy |
| 3   | Paweł Wojciechowski | 5,60 m |                |
| 4   | Robert Sobera       | 5,40 m | =              |
| 5   | Łukasz Jurga        | 5,00 m | =              |
| 6   | Rafał Torkowski     | 5,00 m |                |
| 7   | Adam Lisiak         | 4,90 m |                |
| 8   | Kamil Szwedzki      | 4,70 m | Rekord życiowy |

| Lp. | Zawodnik              | Wynik  | Uwagi                         |
| --- | --------------------- | ------ | ----------------------------- |
| 1   | Michał Rosiak         | 7,68 m |                               |
| 2   | Marcin Starzak        | 7,64 m |                               |
| 3   | Konrad Podgórski      | 7,59 m |                               |
| 4   | Adrian Strzałkowski   | 7,58 m |                               |
| 5   | Krzysztof Tomasiak    | 7,53 m | Najlepszy wynik w tym sezonie |
| 5   | Krzysztof Lewandowski | 7,53 m |                               |
| 7   | Łukasz Masłowski      | 7,52 m |                               |
| 8   | Wojciech Delimata     | 7,25 m | Rekord życiowy                |

| Lp. | Zawodnik           | Wynik   | Uwagi                     |
| --- | ------------------ | ------- | ------------------------- |
| 1   | Karol Hoffmann     | 16,21 m |                           |
| 2   | Adrian Świderski   | 15,95 m |                           |
| 3   | Michał Lewandowski | 15,74 m |                           |
| 4   | Maksym Sypniewski  | 15,65 m |                           |
| 5   | Marcin Dudek       | 15,59 m | Rekord życiowy            |
| 6   | Karol Kondraciuk   | 15,41 m | Najlepszy wynik w sezonie |
| 7   | Jakub Daroszewski  | 15,21 m |                           |
| 8   | Paweł Jankowiak    | 15,13 m |                           |

| Lp. | Zawodnik             | Wynik   | Uwagi          |
| --- | -------------------- | ------- | -------------- |
| 1   | Tomasz Majewski      | 20,94 m |                |
| 2   | Jakub Giża           | 19,56 m |                |
| 3   | Krzysztof Brzozowski | 19,18 m | Rekord życiowy |
| 4   | Kamil Zbroszczyk     | 19,06 m |                |
| 5   | Damian Kusiak        | 18,83 m |                |
| 6   | Rafał Kownatke       | 18,57 m |                |
| 7   | Mateusz Mikos        | 18,44 m |                |
| 8   | Wojciech Gibes       | 17,53 m |                |

| Lp. | Zawodnik              | Wynik   | Uwagi                     |
| --- | --------------------- | ------- | ------------------------- |
| 1   | Przemysław Czajkowski | 63,81 m |                           |
| 2   | Piotr Małachowski     | 63,21 m |                           |
| 3   | Robert Urbanek        | 61,22 m |                           |
| 4   | Olgierd Stański       | 58,02 m | Najlepszy wynik w sezonie |
| 5   | Konrad Szuster        | 58,02 m |                           |
| 6   | Michał Hodun          | 54,56 m |                           |
| 7   | Wojciech Praczyk      | 53,30 m |                           |
| 8   | Michał Pietraszko     | 53,23 m |                           |

| Lp. | Zawodnik             | Wynik   | Uwagi |
| --- | -------------------- | ------- | ----- |
| 1   | Szymon Ziółkowski    | 78,79 m |       |
| 2   | Paweł Fajdek         | 77,87 m |       |
| 3   | Wojciech Nowicki     | 70,62 m |       |
| 4   | Norbert Rauhut       | 68,27 m |       |
| 5   | Arkadiusz Milkiewicz | 64,26 m |       |
| 6   | Bartosz Gołdyn       | 62,71 m |       |
| 7   | Damian Wesołowski    | 62,13 m |       |
| 8   | Mariusz Walczak      | 61,65 m |       |

| \| Lp. \| Zawodnik \| Wynik \| Uwagi \| \| --- \| ------------------ \| ------- \| ----- \| \| 1 \| Łukasz Grzeszczuk \| 79,73 m \| \| \| 2 \| Paweł Rakoczy \| 79,33 m \| \| \| 3 \| Igor Janik \| 79,14 m \| \| \| 4 \| Paweł Roziński \| 78,83 m \| \| \| 5 \| Krzysztof Szalecki \| 73,32 m \| \| \| 6 \| Karol Jakimowicz \| 71,44 m \| \| \| 7 \| Marcin Plener \| 69,90 m \| \| \| 8 \| Marcin Krukowski \| 69,44 m \| \| |                    |         |                |
| Lp. | Zawodnik           | Wynik   | Uwagi          |
| 1 | Łukasz Grzeszczuk  | 79,73 m |                |
| 2 | Paweł Rakoczy      | 79,33 m |                |
| 3 | Igor Janik         | 79,14 m |                |
| 4 | Paweł Roziński     | 78,83 m | Rekord życiowy |
| 5 | Krzysztof Szalecki | 73,32 m |                |
| 6 | Karol Jakimowicz   | 71,44 m |                |
| 7 | Marcin Plener      | 69,90 m |                |
| 8 | Marcin Krukowski   | 69,44 m |                |